# Lac Le Breton
Lac Le Breton är en sjö i Kanada.   Den ligger i regionen Saguenay–Lac-Saint-Jean och provinsen Québec, i den östra delen av landet, 500 km nordost om huvudstaden Ottawa. Lac Le Breton ligger 657 meter över havet. Arean är 3,7 kvadratkilometer. Den ligger vid sjöarna  Lac Betsiamites Lac Gosselin och Lac Jalobert. Den sträcker sig 3,7 kilometer i nord-sydlig riktning, och 2,5 kilometer i öst-västlig riktning.
I omgivningarna runt Lac Le Breton växer i huvudsak blandskog. Trakten runt Lac Le Breton är nära nog obefolkad, med mindre än två invånare per kvadratkilometer.